# Javier Pastore
Javier Matías Pastore (født 20. juni 1989 i Córdoba, Argentina) er en argentinsk fodboldspiller, der spiller som offensiv midtbanespiller i den franske klub Paris Saint Germain. Han har tidligere spillet som central midtbanespiller i den italienske Serie A-klub Palermo. Han har spillet for klubben siden juli 2009 til sommeren 2011. Tidligere har han optrådt for de argentinske klubber Talleres og Huracán.
Det første år i klubben var i en mere oplægger rolle, da han hurtigt kom ind som fast mand og stjernen på Palermos midtbane. Han fik hurtigt sit navn slået fast, ved adskillige gode oplæg og driblinger. I den nye sæson 2010/2011 er han kommet i en måske endnu mere central rolle for klubben, da han allerede har scoret 7 mål i 12 kampe denne sæson. En del af målene kom i derbyet mod Catania, da han lavede sit første hattrick for klubben.

## Landshold
Pastore debuterede for Argentinas landshold den 25. maj 2010 i et opgør mod Canada. Han var en del af den argentinske trup til VM i 2010 i Sydafrika. Hvor han dog, sammen med argentinske landshold, ikke havde den store succes.